# Martin Gore
Martin Lee Gore, född 23 juli 1961 i Dagenham i London (i dåvarande Essex), är en brittisk musiker, gitarrist, keyboardist, sångare och låtskrivare, numera bosatt i Santa Barbara i Kalifornien.

## Bakgrund
Gores biologiske far var en afroamerikansk G.I. som var stationerad i England under början av 1960-talet. Gore växte upp med sin mamma, hennes nya man och två halvsystrar i förorten Basildon utanför London. Upp till tonåren trodde Gore att hans styvfar var hans riktige far. Att hans biologiske far var afroamerikan fick Gore veta först när han var 31 år gammal.
Innan Depeche Mode slog igenom arbetade Gore som tjänsteman på en bank. 

## Depeche Mode
I mars 1980 startade Gore tillsammans med Vince Clarke och Andrew Fletcher bandet Composition of Sound i Basildon. David Gahan anslöt till bandet senare samma år och de bytte namn till Depeche Mode. Första spelningen ägde rum i maj 1980. Clarke lämnade bandet i november 1981 och Gore tog då över som låtskrivare. Han har komponerat låtar som "Enjoy the Silence" och "Personal Jesus".  
Under sin 40-åriga karriär har Depeche Mode sålt mer än 100 miljoner album över hela världen. 2020 valdes bandet in i amerikanska Rock and Roll Hall of Fame. 

## Solokarriär
Martin Gore har under tiden med Depeche Mode även släppt fyra soloskivor. De två första, Counterfeit e.p. (1989) och Counterfeit² (2003) består av covers. Den tredje, MG (2015), är helt instrumental. 2021 släppte Gore sin fjärde soloskiva The Third Chimpanzee.
Martin Gore har även ett technoprojekt tillsammans med Vince Clarke, VCMG. De släppte ett album i mars 2012, Ssss. 

## Privatliv
Under 1980-talet bodde Gore under flera år i Berlin. 1994 gifte han sig med modellen och underklädesdesignern Suzanne Boisvert. Paret fick tre barn tillsammans innan de gick skilda vägar 2006. 2014 gifte Gore om sig med Kerrilee Kaski. Paret har två döttar tillsammans och bor i Santa Barbara, Kalifornien.
Gore är nykter alkoholist sedan 2006. Han är en Arsenal-supporter.

## Depeche Mode-låtar med Gore på sång
- Speak & Spell (1981)
  - "Any Second Now (voices)"
- A Broken Frame (1982)
  - "Shouldn't Have Done That"
- Construction Time Again (1983)
  - "Pipeline"
- Some Great Reward (1984)
  - "It Doesn't Matter"
  - "Somebody" [släppt på singel som dubbel A-sida tillsammans med "Blasphemous Rumours"]
- Black Celebration (1986)
  - "A Question of Lust" [även släppt som singel]
  - "Sometimes"
  - "It Doesn't Matter - Two"
  - "World Full of Nothing"
  - "Black Day" [en av b-sidorna till singeln "Stripped", även extraspår på CD-utgåvan av Black Celebration]
- Music for the Masses (1987)
  - "The Things You Said"
  - "I Want You Now"
  - "Route 66" (Bobby Troup-cover) [B-sidan till singeln "Behind the Wheel"]
- Violator (1990)
  - "Enjoy the Silence" (Harmonium-versionen) [en av b-sidorna till singeln "Enjoy the Silence"]
  - "Sweetest Perfection"
  - "Blue Dress"
  - "Waiting For The Night" [duett med David Gahan]
- Until the End of the World (soundtrack, 1991)
  - "Death's Door" [senare även b-sida på singeln "Condemnation"]
- Songs of Faith and Devotion (1993)
  - "Judas"
  - "One Caress"
- Ultra (1997)
  - "Home" [även släppt som singel]
  - "The Bottom Line"
- Exciter (2001)
  - "Comatose"
  - "Breathe"
- Playing the Angel (2005)
  - "Macro"
  - "Damaged People"
- Sounds of the Universe (2009)
  - "Jezebel"
  - "Litte Soul" [duett med David Gahan]
  - "The Sun And The Moon And The Stars" [bonusspår på Sounds of the Universe-boxen]
- Delta Machine (2013)
  - "The Child Inside"
  - "Always" [bonusspår på deluxe-utgåvan]